# 加藤晴空
加藤 晴空（かとう そら、2003年4月28日 - ）は、佐賀県鳥栖市出身のプロ野球選手（捕手・育成選手）。右投左打。福岡ソフトバンクホークス所属。

## 経歴

### プロ入り前
鳥栖市立鳥栖小学校2年の時に「今泉町少年野球」で野球を始め、鳥栖市立鳥栖中学校時代は軟式野球部で主将を務めた。
東明館高等学校では1年夏に左翼手の定位置を掴み、秋から本職の捕手に戻った。2年秋の佐賀県大会では背番号1を付け、決勝では2番手でマウンドに上がり、4回1失点でチームを優勝に導いた。3年春の佐賀県大会は捕手として先発出場し、中盤以降は投手としてチームを引っ張る「二刀流」でチームを優勝に導いた。3年夏の佐賀県大会は決勝で佐賀北を下して優勝し、同校春夏通じて初の甲子園大会出場を果たした。日本航空高との1回戦は「1番・捕手」として出場し、8回には投手としてマウンドにも立ったが、初戦敗退に終わった。
2021年10月11日に行われたプロ野球ドラフト会議において福岡ソフトバンクホークスより育成選手ドラフト10位指名を受けた。同校出身者でドラフト指名を受けたのは加藤が初めてである。背番号は151。

### プロ入り後
2022年、ウエスタン・リーグに1試合出場。三軍戦で66試合に出場し、打率.114、6打点を記録する。
2023年、三軍・四軍戦では、68試合に出場し、打率.181、7打点の成績を残す。
2024年も二軍戦での出場はなく、同年オフに規定に基づき自由契約となったが、再契約を行った。オフに甲斐拓也の自主トレーニングに参加した。

## 選手としての特徴
二塁送球最速1.8秒台の強肩に加え、50m走6秒2の俊足が魅力の捕手。

## 詳細情報

### 背番号
- 151（2022年[8] - ）

### 登場曲
- 「Dear my X」KyoungSeo（2023年 - ）
- 「気まぐれロマンティック」いきものがかり（2023年 - ）